# Paraflabellina gabinierei
Paraflabellina gabinierei (Vicente, 1975) è un mollusco nudibranco appartenente alla famiglia Flabellinidae.

## Descrizione
Corpo di colore bianco traslucido, più opaco tra i lunghi tentacoli orali e tra i rinofori, dello stesso colore del corpo. Cerata di colore da marrone scuro a quasi nero, con punta chiara, suddivisi in 7 gruppi. Fino a 3 centimetri di lunghezza.

## Biologia
Si nutre di idrozoi dei generi Dynamena, Eudendrium (Eudendrium ramosum), Obelia, Podocoryne, Sertularella.

## Distribuzione e habitat
Molto raro, si trova nel Mar Mediterraneo (Turchia, Francia, Italia).